# Бейра (Мозамбік)
Бе́йра (порт. Beira) — місто в Мозамбіку, провінція Софала. Адміністративний центр провінції. Розташоване на сході країни, на березі Індійського океану, у гирлі річки Пунгве. Засноване 1890 року португальськими колоністами як стратегічний порт. 1907 року отримало статус міста. У часи португальського панування було одним із великих економічно-транспортних центрів Східної Африки, міжнародним туристичним центром. Занепало після проголошення незалежності Мозамбіку (1975). Спустошене в ході громадянської війни (1977—1992).

## Історія
Місто засноване в 1890 році португальцями. 1907 року отримало статус міста. У часи португальського панування було одним із великих економічно-транспортних центрів Східної Африки, міжнародним туристичним центром. Занепало після проголошення незалежності Мозамбіку (1975). Спустошене в ході Громадянської війни (1975—1992). Постраждало внаслідок мозамбіцької повені (2000).

## Клімат
Місто знаходиться у зоні, котра характеризується кліматом тропічних саван. Найтепліший місяць — січень з середньою температурою 28,3 °C (83 °F). Найхолодніший місяць — липень, з середньою температурою 21,1 °C (70 °F).
| Клімат Бейри            | Клімат Бейри | Клімат Бейри | Клімат Бейри | Клімат Бейри | Клімат Бейри | Клімат Бейри | Клімат Бейри | Клімат Бейри | Клімат Бейри | Клімат Бейри | Клімат Бейри | Клімат Бейри | Клімат Бейри |
| Показник                | Січ.         | Лют.         | Бер.         | Квіт.        | Трав.        | Черв.        | Лип.         | Серп.        | Вер.         | Жовт.        | Лист.        | Груд.        | Рік          |
| Абсолютний максимум, °C | 38           | 38           | 35           | 37           | 36           | 32           | 32           | 33           | 37           | 37           | 40           | 38           | 40           |
| Середній максимум, °C   | 30           | 30           | 29           | 28           | 26           | 24           | 23           | 25           | 26           | 27           | 28           | 29           | 27           |
| Середня температура, °C | 28           | 28           | 27           | 26           | 23           | 21           | 21           | 22           | 23           | 25           | 26           | 27           | 25           |
| Середній мінімум, °C    | 26           | 26           | 25           | 23           | 21           | 18           | 17           | 18           | 21           | 22           | 24           | 25           | 22           |
| Абсолютний мінімум, °C  | 20           | 20           | 18           | 17           | 13           | 12           | 11           | 12           | 12           | 16           | 17           | 13           | 11           |
| Норма опадів, мм        | 260          | 250          | 260          | 110          | 60           | 40           | 30           | 30           | 20           | 30           | 120          | 240          | 1470         |
| ----------------------- | ------------ | ------------ | ------------ | ------------ | ------------ | ------------ | ------------ | ------------ | ------------ | ------------ | ------------ | ------------ | ------------ |
| Джерело: Weatherbase    |              |              |              |              |              |              |              |              |              |              |              |              |              |

## Населення
Населення міста становило:
- 1950 рік — 42 500 осіб
- 1982 рік — 115 000 осіб
- 1997 рік — 412 600 осіб
- 2007 рік — 436 240 осіб

## Релігія
Центр Бейрівської архідіоцезії Католицької церкви.

## Економіка
Великий порт на східному узбережжі Африки — другий за значенням після Мапуту в країні. Обслуговує також сусідні країни — Зімбабве, Малаві, — які не мають виходу до моря. Порт має важливе значення для вивозу мінеральної сировини із Замбії та Зімбабве (мідна і хромітова руди). Кінцевий пункт залізниць Бейра — Хараре (Зімбабве) та Бейра — Зомбе (Малаві). Початок нафтопроводу Бейра — Мутаре (Зімбабве). Міжнародний аеропорт.
Промисловість: харчова (переробка сільськогосподарської сировини), нафтопереробна.

## Уродженці
- Таша Ді Вашконселуш (*1966) — канадська фотомодель та акторка.

## Міста-побратими
1. — Аракажу, Бразилія
2. — Бристоль, Велика Британія (з 1990)
3. — Ешпіню, Португалія (1999)[4]
4. — Падуя, Італія
5. — Порту, Португалія
6. — Сінтра, Португалія (2009)

До 2005 року Бейра мала побратимські зв'язки також із Амстердамом, Нідерланди.